# Franziska Messner-Rast
Franziska Messner-Rast (* 26. Juni 1951 in St. Gallen) ist eine Schweizer Fotografin.

## Leben
Franziska Messner ist die Tochter des Pius Rast. Sie machte im väterlichen Geschäft von 1967 bis 1971 die Lehre als Fotografin. Anschliessend arbeitete sie in Bern und Zürich und liess sich schliesslich in Arbon nieder. Von 1983 bis 2013 bildete sie eine Ateliergemeinschaft mit ihrem Bruder Michael Rast.
Schon früh befasste sie sich mit der Porträtfotografie und arbeitete u. a. mit dem Bruder von Dino Larese, dem Verleger und «Erker-Galeristen» Franz Larese (1927–2000), zusammen.
Franziska Messner nahm an zahlreichen Gruppen- und Einzelausstellungen teil, und ihre Fotografien erschienen in vielen Publikationen. 1995 erhielt sie einen Förderpreis und 2013 einen Werkbeitrag des Kantons St. Gallen.

## Publikationen (Auswahl)
- Pic. Tupotron, St. Gallen 1999, ISBN 978-3-908151-09-8.
- Am Ball: Meister FC St. Gallen. Tupotron, St. Gallen 2001.
- Ferdinand Gehr. Kunstverein, St. Gallen 2001.
- Urban Stoob: Komplize des Künstlers. Tupotron, St. Gallen 2002.
- 20 Jahre Gassenküche. Appenzeller Verlag, Herisau 2007.
- Samt und Patina. Appenzeller Verlag, Herisau 2013.
- Frauen bewegen. Appenzeller Verlag, Herisau 2014.